# Myst V: End of Ages
Myst V: End of Ages é um jogo eletrônico de aventura de 2005, o quinto capítulo da série Myst. O jogo foi desenvolvido pela Cyan Worlds, publicado pela Ubisoft, e lançado para as plataformas Macintosh e Windows PC em 20 de setembro de 2005. Como nos jogos anteriores da série, a jogabilidade de End of Ages consiste em explorar mundos conhecidos como "eras" por meio do uso de livros e itens especiais que atuam como portais.
Diferentemente dos títulos anteriores da série Myst, o End of Ages substitui os ambientes pré-renderizados por mundos renderizados em gráficos tridimensionais em tempo real, permitindo que os jogadores naveguem livremente pelas "eras". Os rostos dos atores foram mapeados digitalmente em modelos tridimensionais de personagens para preservar o realismo. O jogo também inclui vários métodos de navegação e um modo câmara.
End of Ages foi recebido positivamente, apesar de reclamações sobre o menor nível de interactividade em comparação aos jogos anteriores e gráficos piores. Após o lançamento do jogo, a Cyan Worlds anunciou abruptamente o fim do desenvolvimento de software e a demissão da maior parte de seus funcionários, mas conseguiu recontratar grande parte da equipa de desenvolvimento algumas semanas depois.

## Jogabilidade
Myst V: End of Ages é um jogo de aventura em primeira pessoa. Os jogadores viajam por vários mundos conhecidos como "eras" ou "idades", resolvendo quebra-cabeças e coletando pistas da história lendo livros ou observando o ambiente. End of Ages oferece aos jogadores três modos de navegação para explorar. O primeiro, o "modo Clássico", utiliza os mesmos controlos encontrados nos títulos Myst e Riven; As eras são divididas em pontos de interesse, ou nós, e a visão do jogador é fixa em cada nó. Os jogadores avançam para outros nós clicando em partes do ecrã. O modo "Classic Plus" usa o esquema de controlo do Myst III: Exile e do Myst IV: Revelation; o movimento ainda é baseado em nós, mas os jogadores podem girar sua visão em 360 graus em qualquer direcção. O modo de navegação final, conhecido como "Free Look" ou "Avançado", permite aos jogadores navegar e observar as "eras" livremente, como em Uru: Ages Beyond Myst. As teclas WASD do teclado são usadas para caminhar para frente, para trás e para os lados, enquanto o rato/mouse altera o ponto de vista do jogador.
Uma nova mecânica de jogo para a série é o uso de uma misteriosa placa de pedra encontrada em todas as "eras". Essa placa pode ser esculpida através do uso do mouse para criar formas e símbolos. O uso da placa é necessário para se comunicar com uma raça sombria de criaturas conhecidas como Bahro. Os Bahro entendem certos símbolos desenhados na placa e respondem a eles; as criaturas também apanham a placa e a retornam ao seu espaço original se o jogador a soltar. Símbolos desenhados na placa podem causar alterações ambientais, como chuva ou aumento de vento, o que pode ser necessário para solucionar quebra-cabeças. A placa de pedra não pode ser carregada para qualquer lado devido ao seu tamanho – por exemplo, o jogador terá de deixá-la para trás se quiser subir escadas.
End of Ages possui vários recursos projetados para ajudar os jogadores a completar quebra-cabeças. Para relembrar pistas ou itens importantes, os jogadores podem usar o recurso de câmara para tirar capturas de ecrã, que são colocadas em um diário que o jogador pode acessar a qualquer momento. As interações do jogador com outros personagens são lembradas de maneira semelhante por meio de outro diário; tudo o que um personagem diz ao jogador é armazenado e pode ser visualizado a qualquer momento. As páginas do diário são narradas pela voz do personagem, e as páginas ausentes do diário aparecem translúcidas nos menus.

## Enredo
End of Ages ocorre nos dias atuais, algum tempo após os eventos de Uru: Ages Beyond Myst, e começa quando o jogador responde a uma carta de Atrus. Atrus é um escritor de volumes especiais chamados linking books, ou livros de ligação, que servem como portais para mundos conhecidos como "Eras". Um livro vinculado à Era de Myst, o cenário do jogo original, está selado nas ruínas da antiga civilização D'ni. Os D'ni tinham a capacidade de criar livros de ligação, mas a sociedade deles desmoronou de dentro para fora; Atrus e sua família tentam restaurar o povo D'ni e criam uma Era para os sobreviventes viverem, conhecida como Releeshahn (introduzida em Exile). Atrus nesse período é já um homem velho, lamentando a morte de seus filhos Sirrus e Achenar em Revelation, e a morte de sua esposa Catherine no período seguinte. Em sua carta, Atrus expressa preocupação de que sua filha, Yeesha, também possa estar perdida.
O jogador começa no antigo escritório de Atrus em K'veer, uma ilha perto das ruínas da principal cidade D'ni; na antecâmara do lado de fora do escritório, há uma estranha tábua de pedra presa a um altar. Yeesha liga e explica que as lendas afirmam que, para restaurar completamente D'ni, alguém conhecido como o Grower, ou "cultivador," deve utilizar a tábua. O artefacto tem a capacidade de controlar completamente uma misteriosa raça escravizada conhecida como Bahro. Como Yeesha tomou a decisão errada e desbloquou a tábua, ela não pode mais usá-la; em vez disso, ela encarrega o jogador de descobrir o poder que a tábua realmente guarda. Depois de deixar Yeesha, o jogador conhece um homem chamado Esher perto do The Great Shaft, ou "grande poço", que contecta D'ni à superfície (conforme detalhado em Myst: The Book of Ti'ana ). Esher é um sobrevivente da queda de D'ni e diz ao jogador que Yeesha não é confiável, alertando o jogador para que não lhe entregue a tábua. Em todo o Great Shaft, o jogador coleta doze fragmentos do diário de Yeesha. Os escritos parecem confirmar os avisos de Esher, pois a narração aparentemente indica que Yeesha sucumbiu à loucura, acreditando ser a Grower/cultivadora.
Apressado por Yeesha e Esher, o jogador viaja por quatro Eras, coletando quatro placas que destrancam o poder da tábua. Esher ocasionalmente aparece nas Eras para oferecer conselhos ou revelar as histórias de seu povo e dos mundos que o jogador explora. Depois que todas as quatro placas são coletadas, Esher pede que o jogador traga a tábua para ele na agora desbloqueada Era de Myst. O jogador volta então a K'veer, onde tem quatro escolhas possíveis. Viajar para Myst sem a tábua fará com que Esher fique enraivecido e abandone o jogador, que fica sem saída possível de D'ni. Se Esher receber a tábua, ele explicará que deseja usá-la para dominação e também deixará o jogador preso. Se o jogador entregar a tábua para Yeesha, ela simplesmente desliza pelas mãos dela e desaparece no chão; ela se afasta decepcionada, deixando o jogador preso em D'ni. O único bom final envolve dar a tábua aos Bahro, trazendo ao fim seu período de escravidão. Chegando a Releeshahn, a nova Era-lar dos D'ni, Yeesha e Atrus agradecem ao jogador e falam de um novo capítulo para o povo D'ni; Esher é entregue aos Bahro para ser punido por seus crimes. O jogo termina em uma visita a Releeshahn.

## Desenvolvimento
Robyn e Rand Miller, os criadores da série Myst, tinham inicialmente decidido contra a criação de sequências do título Riven, de 1997. No entanto, os direitos de publicação da série foram posteriormente transferidos para a Ubisoft, que encomendou duas sequências: Myst III: Exile e Myst IV: Revelation. Myst V: End of Ages foi anunciado oficialmente em 2005 MacWorld Expo pela desenvolvedora de Myst e Riven, a Cyan Worlds. No anúncio, Cyan afirmou que o jogo seria o último capítulo da série.
Enquanto a maioria dos títulos anteriores da série haviam deixado de lado os gráficos 3D renderizados em tempo real em favor de ambientes interativos pré-renderizados, conhecidos como gráficos "2.5D". Rand Miller decidiu que a tecnologia havia avançado ao ponto de End of Ages poder usar gráficos em tempo real sem sacrificar a imersão do jogador. "Ao longo dos anos, os jogos Myst tornaram-se cada vez mais sofisticados, culminando no Myst V, onde oferecemos gráficos impressionantes pelos quais os jogadores podem percorrer sem problemas", afirmou Miller em entrevista. Miller ressaltou que o objetivo do jogo permaneceu o mesmo – permitir aos jogadores total imersão nos mundos fantásticos de Myst.
Um foco no desenvolvimento foi tornar End of Ages mais acessível do que os títulos anteriores da série Myst, que muitas vezes impediam jogadores não iniciados de resolver seus quebra-cabeças. Aprendendo com o esquema de controlo proveniente de outro título Myst em tempo real (um remake do original chamado realMyst), a Cyan decidiu desenvolver vários métodos de controlo para permitir que novos jogadores aprendessem rapidamente os controlos, além de incluírem uma interface familiar para veteranos da franquia. As experiências de Esher com a jornada do jogador permitiram que um sistema de dicas fosse incorporado à história. Miller queria fazer uma mudança significativa em relação aos jogos anteriores da série, em que as ações do jogador decidem o destino dos personagens. Quando perguntado sobre o final, Miller explicou: "O futuro da civilização resume-se a este ponto, e as escolhas que feitas pelo jogador determinam para onde ele vai".
Os títulos Myst de até então tipicamente utilizavam chroma key para inserir imagens de atores em fundos digitais. Os modelos das personagens em End of Ages, em contrapartida, gerados por computador. A Cyan, no entanto, não queria perder o calor e o expressão que conseguiam-se ao utilizar actores vivos – em vez disso, decidiram desenvolver um dispositivo que, montado nos rostos dos atores, capturava vídeo dos atores enquanto eles diziam suas falas. O vídeo capturado era então manipulado e usado como uma textura facial que foi mapeada e projetada sobre os personagens 3D, e o movimento facial também foi captado e usado para animar os rostos dos personagens no jogo. O movimento do corpo também foi capturado e usado para garantir movimentos realistas. A equipa da Cyan temia que a sincronização de áudio com a animação não fosse terminada a tempo do lançamento do jogo na E3, mas estava contente com os resultados finais. A reação crítica e primeiras impressões às previews do jogo na E3 foram altamente positivas. Miller ficou aliviado, afirmando que ver a exposição dominada por jogos de tiro declarar que End of Ages poderia ser o melhor jogo da série foi "uma sensação boa".

### Áudio
Composer Tim Larkin, a sound designer and audio director at Cyan who had previously worked on realMyst and Uru: Ages Beyond Myst, was given the task of developing Myst V's musical score. Larkin stated that whereas earlier Myst games had been constrained by technological limitations, the available technology allowed End of Ages to have a more dynamic environment, with the music changing with various timings of different sound effects. Surround sound provided a more realistic and immersive gameplay experience. A major challenge in writing the music was that the score had to be flexible enough to match the non-linear gameplay events. "Games are totally interactive experiences," Larkin explained. "You don't guide a player through, since you can't count on being at a certain place at a certain time. I can't write cue music to get the player to do this, this and then this. One player might hear the cue and run the other way!" Larkin had to step away from what he had learned as a jazz composer and musician writing pieces with a definite beginning and end, instead creating music with "less arc" and structure. Larkin admitted that some Myst fans would have preferred a musical style similar to Robyn Miller's scores for Myst and Riven, but replied by saying that change happens and players would find something to like in the new music if they kept an open mind.
Devido ao orçamento apertado, Larkin não pôde contratar uma orquestra para tocar a música; pelo que todos os instrumentos da banda sonora, excepto o trompete do próprio Larkin, são instrumentos virtuais. Larkin usou uma variedade de sintetizadores, samplers e computadores para criar a banda sonora, trabalhando em seu estúdio em casa e nos escritórios da Cyan. Larkin descobriu que o maior desafio com o placar foi finalizá-lo a tempo do jogo ser lançado.  A trilha sonora foi lançada em formato de CD em 25 de outubro de 2005.
| Myst V: End of Ages |                       |         |  |
| N.º                 | Título                | Duração |  |
| 1.                  | "Descent"             | 0:42    |  |
| 2.                  | "Beginnings - Atrus"  | 2:10    |  |
| 3.                  | "Great Shaft"         | 3:33    |  |
| 4.                  | "Villa"               | 1:06    |  |
| 5.                  | "Laki"                | 3:38    |  |
| 6.                  | "Arena Reveal"        | 1:31    |  |
| 7.                  | "Tahgira Ice Fields"  | 3:12    |  |
| 8.                  | "Beginnings - Yeesha" | 3:46    |  |
| 9.                  | "Noloben Lab"         | 4:34    |  |
| 10.                 | "End of Ages"         | 4:13    |  |
| 11.                 | "Todelmer"            | 3:23    |  |
| 12.                 | "Time Machine"        | 3:53    |  |
| 13.                 | "Fighter Beach"       | 1:01    |  |
| 14.                 | "Beginnings - Esher"  | 2:32    |  |
| 15.                 | "Trapped"             | 1:25    |  |
| 16.                 | "Myst"                | 2:43    |  |
| 17.                 | "Finale"              | 6:06    |  |
| Duração total:      | Duração total:        | 49:28   |  |

### Lançamento
End of Ages foi empacotado em duas versões diferentes de varejo para lançamento em setembro de 2005, para coincidir com o 12º aniversário da estréia da franquia. Uma edição padrão, contendo apenas o jogo, foi lançada para PCs com Windows em formato de CD-ROM. A edição limitada continha a banda sonora original, uma litografia de colecionador, guia de estratégia e um DVD bônus com uma retrospectiva "making of" da franquia Myst. O vídeo foi feito pela GameTap, uma subsidiária da Turner Broadcasting System; o especial dos bastidores foi o primeiro documentário relacionado a jogos desenvolvido pela Turner. A edição limitada foi lançada em DVDs híbridos Mac OS X/Windows, com conversão para Macintosh fornecida pela desenvolvedora Beenox, do Quebec; essa foi a única opção comercial para utilizadores de Macintosh.
Pouco antes do lançamento de End of Ages, a Cyan anunciou a demissão da maior parte de seus funcionários e que a empresa estaria interrompendo o desenvolvimento de software. A razão para o fechamento repentino foi o fracasso em encontrar apoio financeiro para um novo projeto após o desenvolvimento do Myst V. Parte da culpa pelos problemas financeiros da empresa foi atribuída à decepção comercial de Uru: Ages Beyond Myst . A empresa conseguiu, segundo Rand Miller, "tirar um coelho da cartola" e recontratar "quase todos" os funcionários algumas semanas depois uma vez que o apoio a um novo projeto foi assegurado. Com o lançamento de End of Ages, a Cyan afirmou que seu próximo jogo não teria nada a ver com a série Myst. Apresentando um jogo on-line sem nome para os editores, a Cyan produziu Cosmic Osmo's: Hex Isle junto ao site de conteúdo on-line Fanista.

## Receção
No geral, End of Ages foi bem recebido pela crítica. Foi considerado um final adequado para a série, e, em combinação com os outros jogos da série, havia vendido mais de 12 milhões de cópias em novembro de 2007. Ficou em sexto lugar na semana de 9 de outubro no ranking de vendas da NPD Techworld.
Assim como nos jogos anteriores, o visual de End of Ages foi amplamente elogiado. A mudança para a renderização em tempo real foi vista em maior parte como um passo positivo. A música do jogo foi elogiada; A análise da GameSpot observou que o uso da música no End of Ages era escasso, mas o pouco áudio presente deu o tom adequado para as diferentes Eras. Alguns críticos, como Charles Herold, do New York Times, acharam que os gráficos ficaram aquém do que era possível, especialmente em comparação com os visuais pré-renderizados de Myst IV: Revelation; enquanto Greg Kasavin, da GameSpot, achou que embora o visual estivesse em pé de igualdade com os jogos anteriores, faltavam ao End of Ages vários elementos que tornavam o Myst IV mais imersivo; por exemplo, somente itens importantes que conduziam a história podem ser manipulados, e o jogador não emite qualquer som (voz, passos, etc.) no jogo.
Os personagens de Myst, ocasionalmente ridicularizados em jogos anteriores, foram bem recebidos em End of Ages. Publicações como a GameSpot e a IGN elogiaram a dublagem e a mudança para os modelos de personagens em lugar de actores; Jaun Castro, da IGN, afirmou que, embora o jogador não pudesse interagir diretamente com os personagens, os personagens renderizados acabaram "parecendo mais genuínos e reais" do que nos títulos anteriores, falando com convicção e animação genuínas. O actor David Ogden Stiers foi especialmente aclamado por dar vida a Esher. Uma opinião divergente foi apresentada pelo crítico Mark Saltzman, que achou que os jogadores poderiam ficar entediados com o diálogo "excessivamente dramático" da personagem.
Os críticos receberam calorosamente a adição da placa de pedra e seus quebra-cabeças relacionados. Oliver Clare, da Eurogamer, chamou o sistema de inscrição de uma adição bem-vinda à fórmula Myst, embora achasse que o reconhecimento de símbolos era ocasionalmente preciso demais.  Paul Presley, da Computer and Video Games, sentiu que o conceito de ardósia poderia ter sido mais explorado, enquanto a GameSpot desfrutava dos efeitos ambientais criados pelas ardósias.  End of Ages ganhou vários prêmios após o lançamento, incluindo a "escolha do editor" do IGN. A música de Larkin foi nomeada na categoria "Melhor Pontuação Interativa" no Game Audio Network Guild Awards de 2006 e ganhou o prêmio Game Industry News 2006 de melhor trilha sonora. Foi indicado ao prêmio "Melhor Jogo de Aventura" da GameSpot em 2005 e ao IGN como o melhor jogo de aventura por computador do ano, mas perdeu as duas categorias para Fahrenheit .